# Knut Sundblad
Knut Herman Sundblad, född 15 september 1853 i Kjula socken, Södermanlands län, död 4 februari 1928 i Danderyds församling, Stockholms län, var en svensk företagsledare.
Sundblad studerade vid Falu bergsskola 1877–1878, var anställd vid Stora Kopparbergs bergslags AB i Lindesnäs 1874–1878, i Falun 1878–1879, i Domnarvet 1879–1884, vid huvudkontoret i Falun 1884–1886, och i Korsån 1886–1890. Han var chef vid Skutskärsverken 1890–1907 och verkställande direktör vid Wifstavarfs AB 1907–1918.
Knut Sundblad var ättling till Anders Sundblad. Han var far till Erik, Gunnar och Yngve Sundblad.